# Omega (literă)

Litera grecească Omega, majusculă și minusculă

Omega este o literă din alfabetul grec (corespondentul în română al literei "o"). Litera ω (omega mic)  desemnează în fizică viteza unghiulară. Litera Ω (omega mare) este simbolul pentru o unitate din SI a rezistenței electrice, ohmul.